# Герт Ловінк
Герт Ловінк (нар. 1959, Амстердам) — директор-засновник Інституту мережевих культур,  метою якого є дослідження, документування та підживлення потенціалу соціально-економічних змін у сфері нових медіа через заходи, публікації та відкритий діалог.  Як теоретик, активіст та мережевий критик, Ловінк доклав зусиль для формування розвитку інтернету.
З 2004 року Ловінк є дослідником на факультеті цифрових медіа та креативних індустрій у Вищій школі Амстердама (HvA), де він очолює Інститут мережевих культур. З 2007 по 2017 рік він був професором теорії медіа в Європейській аспірантурі, де керував п'ятьма аспірантами. З 2004 по 2013 рік він був доцентом кафедри нових медіа в Амстердамському університеті (UvA).  У грудні 2021 року його було призначено професором мистецтва та мережевих культур на кафедрі історії мистецтв Університету Алабами. Голова (один день на тиждень) підтримується HvA. Ловінк отримав ступінь магістра політології в Амстердамському університеті, має ступінь доктора філософії в Мельбурнському університеті та був постдокторантом в Університеті Квінсленда. 

## Заходи
З початку вісімдесятих років Ловінк брав участь у низці різних проектів та ініціатив у сфері нових медіа.
- 1983 Член Аділкно
- 1989–94 Редактор журналу про медіа-мистецтво Mediamatic [4]
- 1993 Співзасновник кампанії на підтримку незалежних ЗМІ у Південно-Східній Європі Press Now [5]
- 1994 Співзасновник мережі вільної спільноти Digital City [6] (DDS) з Амстердама
- 1994 Співзасновник інтернет-простору та постачальника контенту для artsdesk.nl.
- 1995 Співзасновник (разом з Пітом Шульцем) міжнародного кола неттайму
- 1996–99 Дослідник громадських питань у Товаристві старих та нових медіа, Де Вааг [7]
- 1996 Координація проектів та щорічне викладання в медіашколі IMI [8] в Осаці/Японія
- Організатор конференції Tulipomania Dotcom 2000 року
- 2000–08 Консультант/редактор програми обміну Товариства Вааг та Центру нових медіа Сараї (Делі)
- 2001 Співзасновник FibreCulture, [9] форуму для австралійських інтернет-досліджень та культури
- 2002 Співорганізатор Dark Markets [10], присвячений новим медіа та демократії в часи кризи у Відні
- 2003 Співорганізатор виставки «Невизначені стани репортажу» [11] у Делі
- 2004 Співорганізатор (разом з Требором Шольцем) конференції з мистецтва (онлайн) співпраці «Вільна співпраця» [12] у Державному університеті Нью-Йорка, Баффало

31 травня 2010 року Герт Ловінк взяв участь у Дні відмови від куріння у Facebook та видалив свій обліковий запис у Facebook . 
У 2020 році два текстові архіви Герта Ловінка були збережені та перенесені на веб-сайт INC: архів Адількно/Більвет, який колись розміщувався на desk.nl. [Архівовано 2019-04-24 у Wayback Machine.]   (1990-1999): https://networkcultures.org/bilwet-archive/ та текстовий архів geertlovink.org (2000-2010): https://networkcultures.org/geertlovink-archive/ .

## Теорії
Герт Ловінк був одним із ключових теоретиків концепції тактичних медіа – використання медіатехнологій як інструменту для перетворення критичної теорії на художню практику. Як інтернет-активіст, він описує тактичні медіа як «навмисно слизький термін, інструмент для створення «тимчасових зон консенсусу» на основі неочікуваних альянсів. Тимчасовий альянс хакерів, митців, критиків, журналістів та активістів».  По суті, він вважає, що ці нові ресурси, аудиторія яких могла б стати учасником дій проти вищих сил, стали сферою, в якій могли б об’єднатися багато різних типів людей. Ловінк також був засновником раннього списку веб-розсилки « nettime », а також низки інших проектів.